# Stronghold (computerspel)
Stronghold is een Real-time strategy (RTS)-computerspel. Het eerste deel werd uitgebracht door Firefly Studios in 2001. Tijdens het spel wordt sterk de nadruk gelegd op het bouwen van kastelen.
Het spel kreeg vier vervolgen: Stronghold: Crusader (2002), Stronghold 2 (2005) en Stronghold Legends (2006) en Stronghold 3 (2011), waarvan de laatste drie op een nieuwere engine gebaseerd zijn. Daarnaast is ook nog Stronghold Extreme (2008) uitgebracht. De verdere speleigenschappen zijn min of meer hetzelfde. Verder is de game hier hetzelfde gebleven als in Crusader, maar verder kon de speler meer mannen rekruteren.

## Het spel
Stronghold verschilt sterk van andere RTS-spellen. In Stronghold wordt sterk(er) de nadruk gelegd op het economische gedeelte. Er zijn meer grondstoffen dan gebruikelijk (meestal heeft de speler hout, goud, steen en ijzer). Stronghold daarentegen kent veel meer grondstoffen, zoals olie of graan. Ook moet de speler, anders dan bij de meeste RTS-spellen, de bevolking tevreden houden. Doet de speler dat niet, dan zullen zij uit zijn land weggaan. Dit kan de speler doen door het bouwen van kathedralen of het niet-innen van belastingen. Het verschil zit 'm erin dat de bevolking niet precies doet wat de speler hun opdraagt.
Als de speler bijvoorbeeld een bakkerij bouwt, gaat er vanzelf iemand in, als er tenminste iemand niks te doen heeft. Je kunt je bevolking niet selecteren of iets bevelen. Stronghold kent geen goud. Wel kent het geld, te vergaren door belastingen te heffen of grondstoffen o.i.d. te verkopen. Zodra je van een grondstof(of andere producten) een overschot hebt kan je dat verkopen. Je kunt een steen- of ijzermijn openen, een wapensmid bouwen of een kerk bouwen. Zo maakt Stronghold het spel moeilijk: door tijdens het overleven in een hevige oorlog de economie van de speler in balans te houden.

## Het bouwen van een kasteel
In Stronghold is het mogelijk om eigen kastelen te bouwen. Er zijn verschillende muren en torens beschikbaar, twee poorten en nog enkele vallen (honden, olieketels en dergelijke). Ook kan de speler (kruis)boogschutters of ander militaire figuren daarop plaatsen. De speler kan een gracht bouwen – met daarbij een ophaalbrug –en ballistas en katapulten maken. Wanneer bij de meeste RTS-spellen blijft bij het plaatsen van een fort waarvan het uiterlijk al vaststaat, kan men bij Stronghold enorm variëren bij het bouwen van kastelen. Er is een onbeperkt aantal ringen mogelijk, mits er voldoende ruimte is. Ook kan de speler boogschutters precies daar op de muur plaatsen, op door hem gewenste plekken. 
Stronghold is officieel ook weergegeven als een "CastleSim".

## Bevolking
Niet alleen qua het bouwen van kastelen verschilt Stronghold, ook qua bevolking kent het spel een andere opbouw. De bevolking is volledig vrij te gaan en staan waar ze willen. Het is de taak van de speler om de bevolking tevreden te houden. Dit kan door de mate waarin de speler voedsel distribueert, hoeveel religieuze gebouwen – kerken, kathedralen – of hoeveel herbergen hij bouwt. Ook kan de speler dingen als bloemen of beelden gebruiken om je bevolking tevreden te houden.
Negatieve factoren daarentegen zijn o.a. geen voedsel of een matige distributie daarvan, belastingen. De populariteit van de speler wordt gemeten met een score van 1 tot honderd. Zijn er te veel negatieve factoren, dan zal die score dalen. Wanneer de score onder de 50 komt, zullen er mensen vertrekken. Dit zullen niet alleen mensen zijn die geen werk hebben, maar later ook de wapensmid en de waard. Slechts de personen die ervoor zorgen dat er brood op de plank komt, zoals de bakker of de kaasboer, zullen blijven, om te voorkomen dat het graafschap in een negatieve spiraal terechtkomt.

## Militair
Tegenover de onuitputtelijke mogelijkheden van het kasteel-bouwen staat een veel minder complex militair gedeelte. Slechts zeven militaire figuren zijn beschikbaar, met nog drie hulpfiguren, te weten de ingenieur, die katapulten stormrammen en dergelijke maakt, een figuur met een ladder die vijandelijke kastelen moet bestormen, en een tunnelaar, voor het graven van tunnels.
Voor het rekruteren van een militair zijn enkele voorwaarden noodzakelijk. Allereerst moet er een lid van de bevolking aanwezig zijn die niets te doen heeft. Tevens moet er wat geld aanwezig zijn, om de militair te ronselen. Dit is echter een miniem bedrag. Het belangrijkste zijn echter de wapens. De speler heeft geld en hout nodig om gebouwen te bouwen die wapens produceren. Er zijn verschillende soorten. Zij produceren: bogen, kruisbogen, speren, hellebaarden, goedendagen en zwaarden. Er zijn ook smeden die ijzeren bescherming maken en leerlooiers die leren bescherming maken. Voor alle dingen die ze kunnen maken zijn grondstoffen nodig zoals hout of ijzer. Voor leer wordt er een koe bij je kaasboerderij weggehaald en geslacht. De soldaten die je kunt rekruteren zijn: boogschutter, speervechters, mannen met goedendags, kruisboogschutters, hellebaardiers, zwaardvechters en ridders, hiervoor is ook een paard nodig uit een stal. De kruisboogschutters en de mannen met goedendagen (maceman) hebben behalve hun wapens ook leren pantser nodig, de hellebaardiers, zwaardvechters en de ridders hebben ijzeren pantser nodig. De andere soldaten hebben geen pantser nodig. In de uitbreiding Stronghold Crusader kun je ook huurlingen huren. Deze kosten veel geld, maar de speler hoeft geen wapens voor ze te produceren.

## Verdediging en aanval
Tijdens het spel bestaat de mogelijkheid om aangevallen te worden of zelf aan te vallen. Meestal heeft de aanvaller ingenieurs bij zich die katapulten en slingerarmen (trebuchets) kunnen maken. De katapulten kunnen stenen schieten, de stenen kunnen opraken, dan moet de speler ze herladen met eigen stenenvoorraad. Ook kunnen ze koeien schieten. Dit heeft als effect dat om de koe heen een wolk pest komt te hangen. Als hier een personage (burger/soldaat) doorheen loopt zal er leven afgaan, de burger gaat meestal in een keer dood. Verder kunnen ingenieurs aanvalstorens bouwen. Deze kunnen tegen de vijandelijk muur aangereden worden, zodat er soldaten via de toren op de vijandelijke muren kunnen komen. Ook kunnen ze stormrammen bouwen. Deze zijn goed bestand tegen pijlen en kunnen muren en poorten makkelijk kapotrammen. Als laatste kunnen de ingenieurs grote schilden op wielen maken waarachter de troepen (bij gebruik van meerdere schilden) veilig kunnen optrekken. Tijdens de verdediging kunnen de ingenieurs (als de speler een oliesmelter heeftt gebouwd) met potten kokende olie op de muren staan en deze over de aanvallende troepen heen gooien. Boogschutters kunnen tijdens de verdediging brandende pijlen afschieten als er een vuurkorf bij ze staat(op de muur/toren/poort). Dit is vooral belangrijk als de verdediger olie op de grond heeft. De boogschutters kunnen de olie in brand schieten. Ook kunnen boogschutters (en andere lichte troepen) een slotgracht graven. Als er op de muren mannen met speren of hellebaarden staan, kunnen deze ladders van de muren weg duwen. Verder zijn er nog verdedigingswerken zoals honden, die echter ook de eigen toepen van de speler kunnen aanvallen. Ook zijn er valkuilen en vallen met spietsen. Voor de verdediging kan de speler ook katapulten en balista's neerzetten. In Stronghold 1 en de uitbreiding kunnen gewone soldaten houten en stenen muren kapotslaan met hun handwapens. In Stronghold 2 kan dit niet meer met stenen muren, waardoor het spel realistischer is.